# جويدو إمبينز
جويدو إمبينز (مواليد 3 سبتمبر 1963) هو اقتصادي أمريكي هولندي فاز بجائزة نوبل في العلوم الاقتصادية في 2021.